# Iresine calea
Iresine calea là loài thực vật có hoa thuộc họ Dền. Loài này được (Ibantz) Standl. mô tả khoa học đầu tiên năm 1916.